# 唐·魯斯
唐·魯斯（Donald Paul "Don" Roos，1955年4月14日—）是美國的一位編劇、導演、製作人。他出生在紐約，畢業於聖母大學，並在畢業之後去洛杉磯開始電視事業。